# Calamaria linnaei
Espèce
Synonymes
- Calamaria maculosa Reinwardt, 1827
- Calamaria multipunctata Reinwardt, 1827
- Calamaria versicolor Ranzani, 1837
- Calamaria linnaei var. bilineata Jan, 1862
- Calamaria linnaei var. contaminata Jan, 1862
- Calamaria linnaei var. rhomboidea Jan, 1862
- Calamaria linnaei var. tessellata Jan, 1862
- Calamaria linnaei var. transversalis Jan, 1862
- Calamaria brevis Boulenger, 1894
- Calamaria sondaica Barbour, 1908
- Calamaria linnaei var. multilineata Werner, 1909
- Calamaria borneensis var. ventrimaculata 
Holtzinger, 1916
- Calamaria margaritophora gastropicta 
Holtzinger, 1920
- Changulia multipunctata Mertens, 1929

Statut de conservation UICN

 LC  : Préoccupation mineure
Calamaria linnaei  est une espèce de serpents de la famille des Colubridae.

## Répartition
Cette espèce est endémique d'Indonésie. Elle se rencontre à Java et à Bangka.
Pour l'UICN, les spécimens de Bangka ou d'autres îles n'ont pas été confirmés.

## Publication originale
- Boie, 1827 : Bemerkungen über Merrem's Versuch eines Systems der Amphibien, 1. Lieferung: Ophidier. Isis von Oken, Jena, vol. 20, p. 508-566 (texte intégral).